# University of Alabama
The University of Alabama er et offentligt amerikansk universitet i Tuscaloosa, Alabama. Det er grundlagt i 1820 og dermed Alabamas ældste universitet. Det er også det største.
University of Alabama var fra starten kun for hvide mænd. Fra 1892 blev det tilladt hvide kvinder at starte på andet studieår, hvis de var mindst 18 år og havde gennemført første år på en anden skole og bestod en optagelsesprøve. Fra 1897 blev det tilladt kvinder at starte som førsteårsstuderende.
Indtil 1960'erne kunne kun hvide mennesker studere på universitetet som følge af raceadskillelsespolitikken i USA's sydstater. Autherine Lucy blev optaget i 1956 efter en dom som forbød universitetet at afvise hendes ansøgning på grund af race, men hun blev suspenderet efter få dage med den begrundelse at man var ude af stand til at skabe et sikkert læringsmiljø for hende, og senere bortvist. De første ikke-hvide studerende startede i 1963.